# Presa di ostaggi a Loyada
La presa di ostaggi a Loyada si verificò il 3 febbraio 1976 nella colonia francese del Territorio francese degli Afar e Issa (l'odierno Stato africano di Gibuti): un commando di sette guerriglieri del locale Fronte di Liberazione della Costa dei Somali o FLCS, un movimento nazionalista sostenuto dalla confinante Repubblica Democratica Somala che si opponeva al dominio coloniale della Francia, dirottarono nella città di Gibuti un autobus carico di bambini francesi, figli del personale della guarnigione del possedimento, dirigendosi poi alla frontiera somala; l'autobus fu fermato dai militari francesi poco dopo aver attraversato il valico della cittadina di Loyada, rimanendo bloccato nella terra di nessuno tra le due frontiere.
Il 4 febbraio i soldati francesi, principalmente membri della Legione straniera appoggiati da tiratori scelti del Groupe d'intervention de la Gendarmerie nationale, presero d'assalto l'autobus liberando gli ostaggi; nell'azione rimasero uccisi tutti i dirottatori come pure due degli ostaggi, oltre a un numero imprecisato di soldati somali che tentavano di ostacolare l'azione dei reparti francesi.

## Antefatti
Il territorio posto sulle due rive del golfo di Tagiura, corrispondente all'attuale repubblica di Gibuti, fu colonizzato dalla Francia a partire dal 1887: i francesi stipularono una serie di trattati con le genti Afar insediate sulle rive nord del golfo e con le tribù degli Issa (parte del più ampio gruppo dei somali) stanziate sulla riva sud, dando vita alla colonia della Somalia francese o "Costa francese dei somali" (in lingua francese Côte Française des Somalis); il golfo di Tagiura costituiva una posizione strategica all'imboccatura meridionale del Mar Rosso da cui controllare la via di comunicazione marittima che passava per il canale di Suez, e di conseguenza il porto di Gibuti divenne una importante base navale e aerea della Francia, con una cospicua guarnigione posta a sua difesa.
Il movimento indipendentista della "Costa francese dei somali" prese avvio nei primi anni 1960, in particolare dopo la proclamazione dell'indipendenza della confinante Somalia nel luglio del 1960: su pressione in particolare dell'etnia somala degli Issa, sia nel 1958 che nel 1967 si tennero due referendum per decretare la fine del dominio coloniale e l'unione del territorio alla Somalia, ma entrambe le consultazioni videro una vittoria dei favorevoli al mantenimento del legame con la Francia, sia per via dell'ostilità all'indipendenza degli Afar e dei residenti di origine europea che per i forti brogli elettorali messi in atto dalle autorità locali, con espulsioni in massa di elettori di origine somala all'indomani delle votazioni. Poco dopo il referendum del 1967, il nome della colonia fu modificato in "Territorio francese degli Afar e Issa" (Territoire français des Afars et des Issas), e integrato all'interno della "Francia d'oltremare".

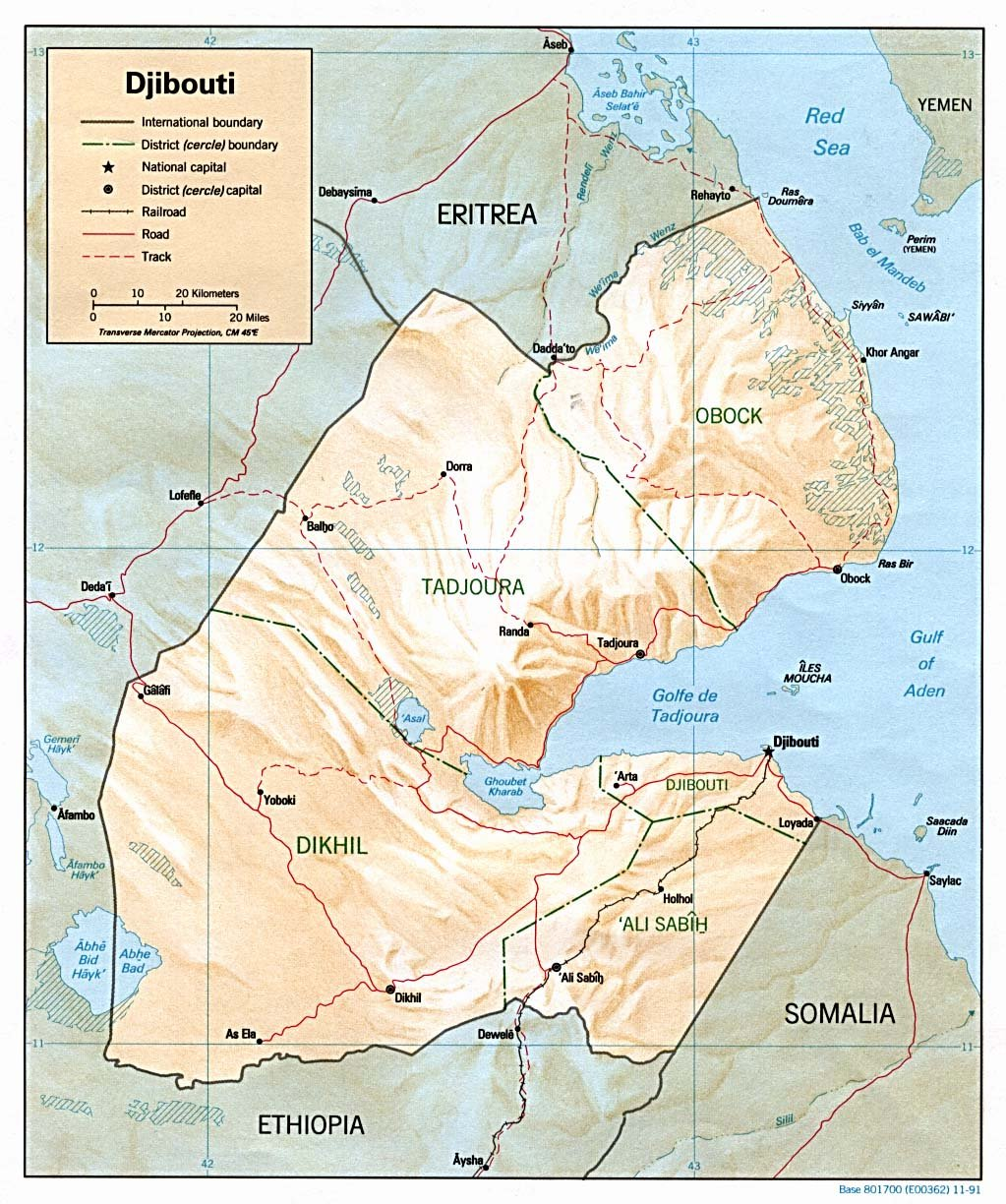
Carta di Gibuti, all'epoca dei fatti "Territorio francese degli Afar e Issa"; Loyada è a sud-est lungo la costa, sul confine con la Somalia.

Il "Fronte di Liberazione della Costa dei Somali" (Front de libération de la Côte des Somalis o FLCS) venne costituito tra il 1960 e il 1963 a Mogadiscio come espressione dei movimenti indipendentisti dell'etnia Issa: inizialmente sotto la guida di Mahmoud Harbi e poi di Aden Robleh Awaleh, dopo il fallimento dell'esperienza referendaria il FLCS iniziò un periodo di attentati terroristici contro le istituzioni coloniali francesi a Gibuti, contando sul pieno supporto della confinate Somalia e un certo sostegno finanziario da parte dell'Organizzazione dell'unità africana; il fronte mise a segno nel corso degli anni 1970 un certo numero di azioni eclatanti, tra cui nel 1975 il rapimento dell'ambasciatore di Francia in Somalia Jean Guery, poi rilasciato in cambio della liberazione di due alti esponenti dell'organizzazione.

## Il dirottamento
La mattina del 3 febbraio 1976 un autobus militare iniziò come di consueto il giro delle varie installazioni francesi della città di Gibuti per raccogliere i figli dei soldati ivi dislocati, diretti alle varie scuole cittadine; intorno alle 7:15, mentre lo scuolabus si trovava a transitare per il quartiere di Ambouli nella nuova zona periferica di Cité Progrès, sette uomini armati salirono a bordo e si impossessarono del mezzo con la forza, prendendo in ostaggio quanti vi si trovavano: 31 bambini tra i 6 e i 12 anni, l'autista e una assistente sociale. I dirottatori ordinarono all'autista di dirigersi verso la frontiera somala, distante circa 18 chilometri.
L'unico valico di frontiera aperto tra la colonia francese e la Somalia era quello posto nelle vicinanze della cittadina di Loyada, sulla costa a sud-est; erano presenti due varchi, uno dedicato al traffico civile e presidiato dalla Gendarmerie nationale, e l'altro riservato alle pattuglie militari impegnate nel controllo della frontiera e difeso da un distaccamento di soldati della Legione straniera: lo scuolabus si diresse a tutta velocità verso questo secondo varco, ma non appena forzò il posto di controllo un caporale della Legione straniera gli sparò sulla fiancata forandogli il serbatoio del gasolio, obbligandolo a fermarsi dopo un centinaio di metri nel bel mezzo della zona neutrale posta tra le due frontiere.
Il presidio francese fu posto in stato di massima allerta, poiché si riteneva che l'azione potesse essere un diversivo in vista di un'invasione della colonia da parte dei somali. Lo scuolabus fermo a Loyada fu circondato dalle autoblindo Panhard AML dello squadrone da ricognizione della 13e Demi-brigade de Légion étrangère (l'unità motorizzata della Legione responsabile della guarnigione della Somalia francese) a cui si aggiunse la 2ª Compagnia del 2e Régiment étranger de parachutistes (o 2e REP, il reggimento di paracadutisti della Legione), momentaneamente distaccata a Gibuti per un turno di addestramento in ambiente desertico; furono notati movimenti di truppe anche dall'altro lato della frontiera, e soldati somali presero posizione dietro il posto di controllo dal loro lato del confine. Il comandante in capo della guarnigione francese, generale Pierre Brasart, assunse la direzione delle operazioni e insieme all'alto commissario Christian Dablanc (il governatore civile) aprì un canale di negoziazione con i dirottatori tramite il console generale di Somalia a Gibuti Mohamed Ahmed Mohamed: le richieste degli uomini del FLCS per il rilascio degli ostaggi andavano dall'annullamento del referendum del 1967 all'immediata proclamazione dell'indipendenza della colonia e alla liberazione dei detenuti politici, condizioni che il governo di Parigi non aveva nessuna intenzione di accettare.
La mattina del 4 febbraio arrivò a Loyada direttamente dalla Francia una squadra di tiratori scelti del Groupe d'intervention de la Gendarmerie nationale, l'unità d'élite della gendarmeria francese specializzata in operazioni di anti-terrorismo: i gendarmi presero posizione dietro una linea di alberi nelle vicinanze dello scuolabus, iniziando a prendere sotto mira i dirottatori a bordo. I tiratori scelti individuarono sei dei sette dirottatori, e credendo di avere sotto tiro tutti i terroristi alle 15:45 Brasart diede ordine di agire: mentre i gendarmi abbattevano simultaneamente i sei uomini del FLCS, i paracadutisti della Legione corsero verso lo scuolabus per tirare fuori gli ostaggi. Il settimo dirottatore ebbe tuttavia il tempo di reagire e aprì il fuoco sui bambini, uccidendone uno sul colpo (Nadine Durand) e ferendone altri sei oltre ai due adulti presenti a bordo; uno dei bambini feriti, Valérie Geissbuhler, morì poi alcuni giorni dopo per le ferite riportate nonostante fosse stato evacuato a Parigi per le cure mediche.
Un caporale del 2e REP riuscì ad arrampicarsi sull'entrata dello scuolabus e a uccidere con un colpo alla testa il settimo dirottatore, e i legionari iniziarono a far uscire gli ostaggi dal mezzo; colpi d'arma da fuoco provenienti dalle linee somale presero a piovere sui militari, ferendo un ufficiale del 2e REP: i cannoni da 90 mm e le mitragliatrici delle autoblindo AML della 13e DBLE presero di mira le postazioni di là dalla frontiera, riducendole ben presto al silenzio dopo aver ucciso un numero imprecisato di soldati somali. Per le 16:05, dopo appena una ventina di minuti, l'azione ebbe termine con la liberazione del resto degli ostaggi incolumi.